# Little Mary Mixup
Little Mary Mixup è stata una serie a fumetti a strisce giornaliere pubblicate negli USA e realizzata da Robert Moore Brinkerhoff. Venne distribuita dalla United Features Syndicate dal 1917 al 1956.

## Storia editoriale
La serie era incentrata su una bambina di nove anni ed esordì nel 1917 con una sequenze di storie auto-conclusive. Col tempo il personaggio venne fatto crescere e, durante la World War II era una adolescente che partecipa allo sforzo bellico e la serie acquisì col tempo tematiche avventurose mentre le tavole domenicali continuarono a essere separate dalla continuity delle strisce giornaliere e rimasero incentrate su gag conclusive.
La serie venne pubblicata in 143 testate e si concluse nel 1956, quando Brinkerhoff si ritirò.

## Galleria d'immagini

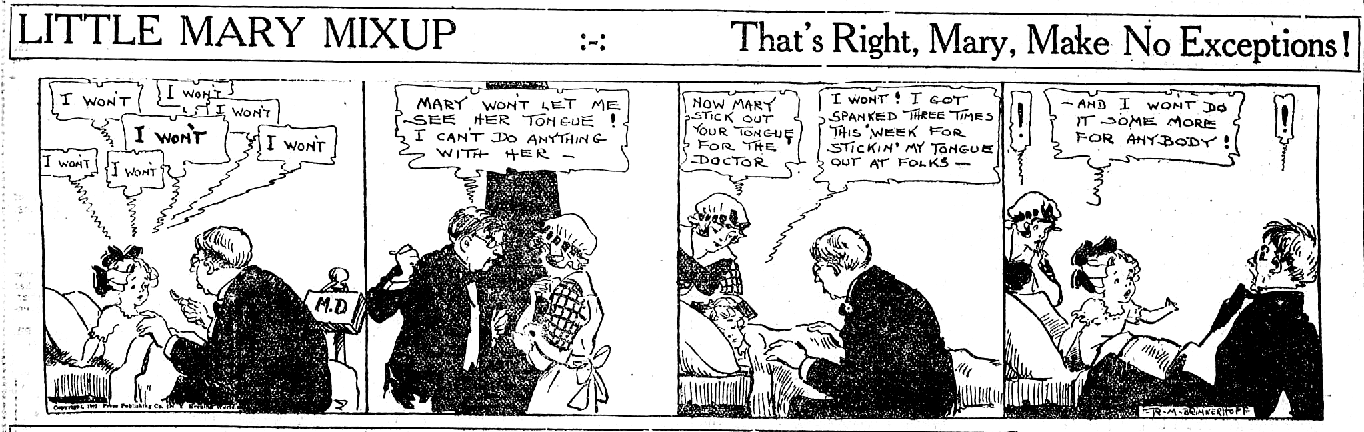
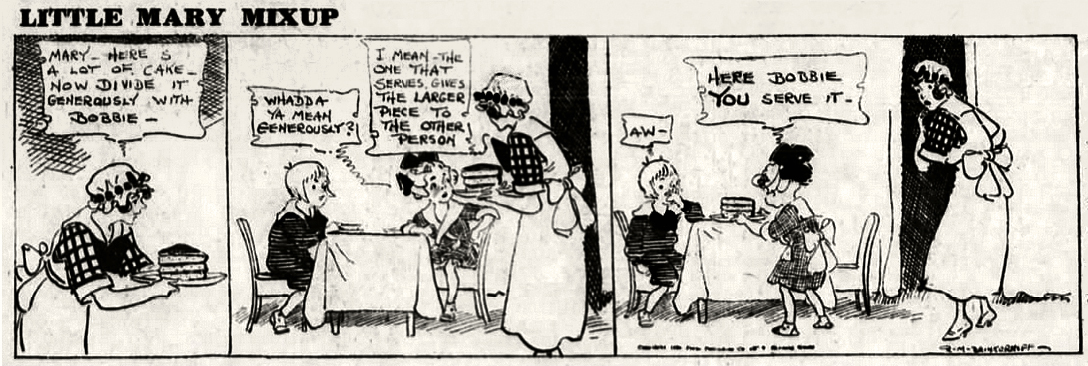
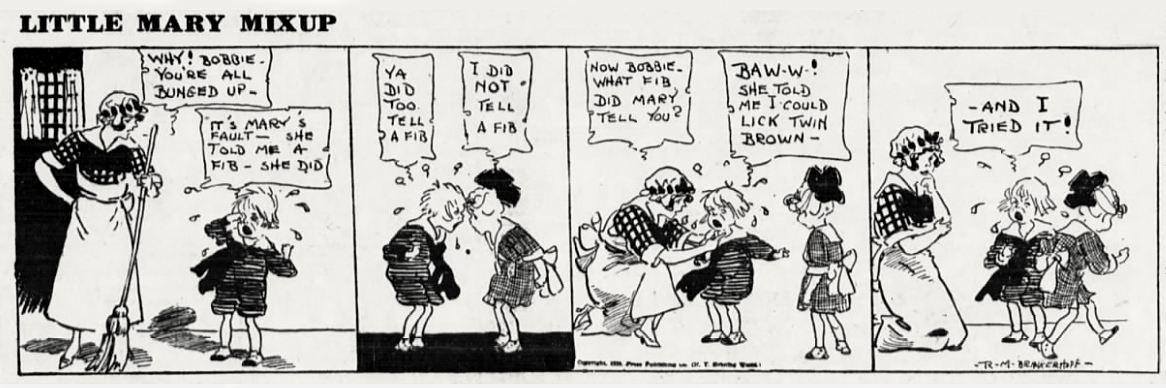